# MissingNo.
MissingNo. (けつばん?, Ketsuban) è una specie di Pokémon glitch presente nei videogiochi Pokémon Rosso e Blu. Il suo nome, talvolta scritto con la seconda "n" minuscola o senza il punto fermo finale, deriva da un'abbreviazione di "Missing Number" (lett. "numero mancante"). Tramite alcune specifiche azioni, il giocatore può incontrare e ottenere MissingNo., il quale è fattualmente un glitch che provoca anomalie grafiche e modifica il gameplay aumentando di 128 il numero di oggetti nella sesta voce dell'inventario del giocatore.

Il giocatore incontra MissingNo. in Pokémon Rosso.

Numerose riviste e guide strategiche trattarono di questo errore di programmazione e dei suoi effetti benefici, sebbene Nintendo, editrice dei giochi, lo reputasse pericoloso avvisando che fosse in grado di corrompere i dati della partita. Secondo IGN MissingNo. sarebbe uno dei bug più noti della storia dei videogiochi e avrebbe contribuito ad aumentare la popolarità della serie. Gli appassionati nel corso nel tempo svilupparono sempre più teorie atte ad integrare il glitch nel canone del franchise, mentre alcuni sociologi ne studiarono l'impatto culturale. Inoltre, riferimenti al glitch e alle circostanze che lo circondano sono apparsi anche in altri giochi, come Vampire Survivors e The Binding of Isaac.

## Storia
I primi due capitoli della serie Pokémon furono Pokémon Rosso e Blu, sviluppati da Game Freak e pubblicati da Nintendo per Game Boy in Giappone nel 1996, nei quali il giocatore veste i panni di un ragazzo che deve catturare e allenare quanti più Pokémon possibili, così da sconfiggere le creature degli avversari. Alcune abilità permettono di raggiungere questo obiettivo con più facilità, mentre altre forniscono modi diversi di esplorare la mappa di gioco, come il viaggio istantaneo tra due aree. L'obiettivo finale è quello di registrare tutte le 151 specie elencate nel Pokédex, attraverso catture, evoluzioni e scambi di Pokémon.
MissingNo. non è uno dei Pokémon che si dovrebbero incontrare, ma i giocatori delle edizioni europee e nordamericane di Pokémon Rosso e Blu riuscirono a trovarlo a causa di un glitch. Nintendo of America parlò per la prima volta del problema nel numero di maggio del 1999 di Nintendo Power, avvisando che «qualsiasi contatto con [MissingNo.] (anche se non lo si cattura) potrebbe facilmente cancellare il vostro file di gioco o distorcerne la grafica». Nonostante ciò, gli sviluppatori decisero di non rimuovere il Pokémon dalla riedizione del 2016 dei titoli per Virtual Console del Nintendo 3DS.

## Caratteristiche

Il giocatore usa un Pokémon per nuotare lungo la sponda orientale dell'Isola Cannella, un passaggio chiave per attivare il glitch.

In Pokémon Rosso e Blu il giocatore incontra MissingNo. qualora esegua una determinata serie di azioni: innanzitutto deve osservare un tutorial per la cattura dei Pokémon nella città di Smeraldopoli; dopodiché, servendosi di un Pokémon capace di utilizzare la mossa MN "Volo", deve recarsi istantaneamente sull'Isola Cannella dove, con un Pokémon dotato della mossa MN "Surf", dovrà nuotare su e giù lungo la sponda orientale dell'isola. Questi eventi manipolano il sistema di incontri casuali per generare un Pokémon con un identificatore non valido.
Infatti ogni area all'interno del gioco assegna valori a un buffer di dati per rappresentare i Pokémon che possono essere incontrati. Tuttavia alcune località, come appunto l'Isola Cannella, non sovrascrivono i dati nel proprio buffer e utilizzano quelli della zona precedente. A Smeraldopoli il nome del personaggio giocante viene temporaneamente sovrascritto in "ANZIANO" (il PNG che presenta il tutorial di gioco), mentre il nome effettivo viene temporaneamente copiato su quello stesso buffer di dati. Se il giocatore si reca subito dopo nell'Isola Cannella, il suo nome verrà letto come quello di un Pokémon che può essere incontrato in modo casuale in quella zona. Ciò tuttavia non è possibile, cosicché il videogioco tenta di generare un incontro con un Pokémon dotato di un identificatore non valido, come MissingNo. I fan chiamarono questo metodo il "glitch dell'anziano".
Come per ogni Pokémon selvatico, i giocatori possono fuggire, combattere o tentare di catturare MissingNo. Ciò fatto, la quantità del sesto oggetto nell'inventario del giocatore viene incrementata di 128 e i suoi dati della sala d'onore vengono corrotti. Possono verificarsi anche alcune anomalie grafiche temporanee, risolvibili visualizzando la pagina delle statistiche di un Pokémon normale o riavviando la console.
Un MissingNo. ha come identificativo Pokédex il numero 000. Il gioco lo classifica come un Pokémon di tipo Uccello/Normale, nonostante la prima categoria sia stata rimossa ancor prima della distribuzione dei titoli. Solitamente appare come un blocco di pixel «dalla forma di una L rovesciata», ma, a seconda del nome del giocatore, può apparire anche come uno degli sprite inutilizzati per altri Pokémon, come spettri o fossili.

## Analisi

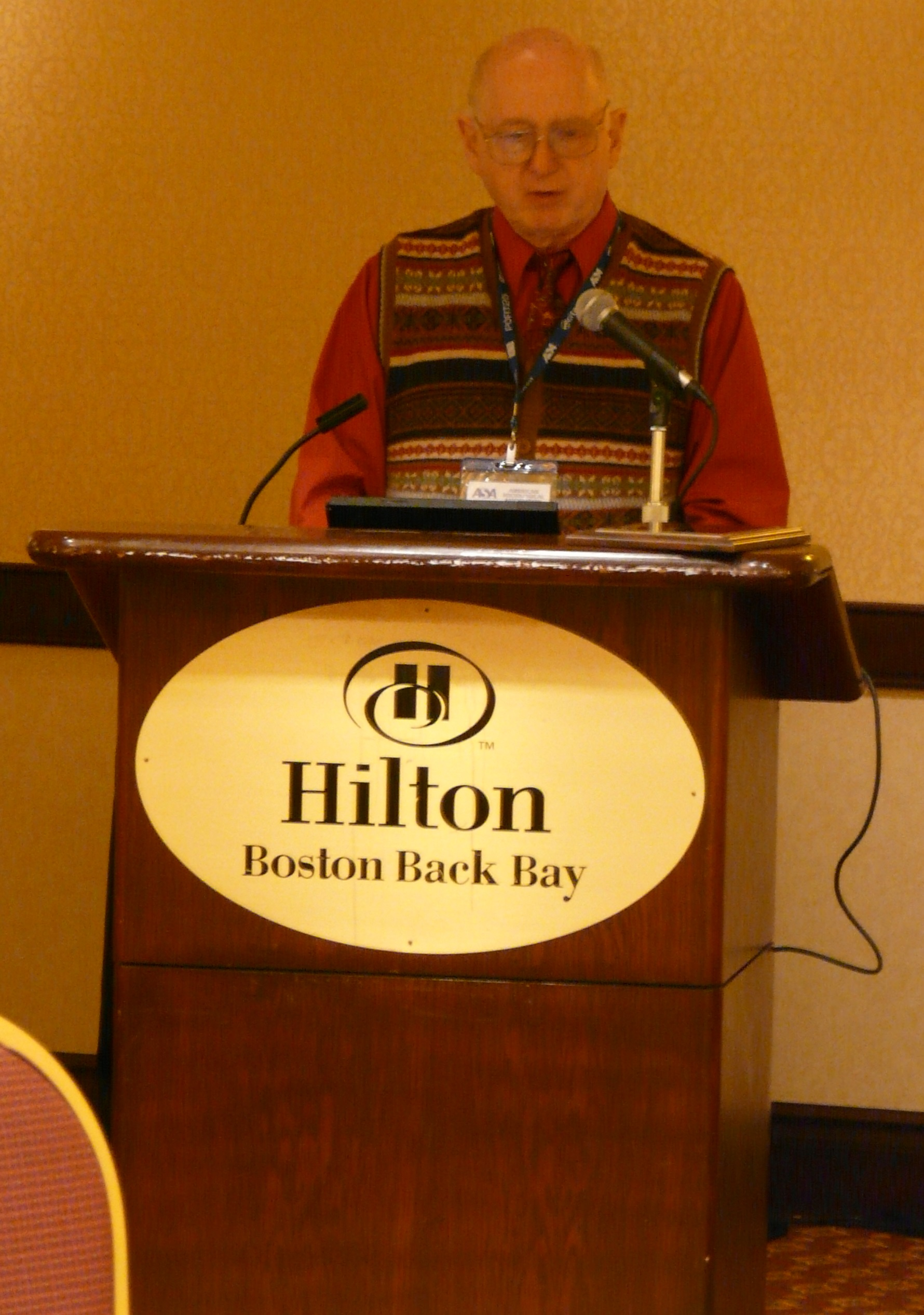
Il sociologo statunitense William Sims Bainbridge ha studiato gli effetti di glitch come MissingNo. sui giocatori.

Nintendo definì MissingNo. una «stranezza di programmazione», mettendo in guardia i giocatori che, se l'avessero incontrato, sarebbero stati costretti a riavviare la partita per risolvere i problemi di grafica che si sarebbero generati. Nonostante ciò, riviste e guide strategiche diffusero le diverse azioni che servivano per incontrare il Pokémon, soprattutto per l'aumento della quantità nell'inventario. Pure alcuni videogiocatori misero in vendita i propri suggerimenti, a prezzi che toccarono i 200 $.
Nel 2009 IGN incluse MissingNo. nella sua lista dei migliori easter egg videoludici di sempre (sebbene così non fosse stato inteso), citandone l'utilità nel replicare gli oggetti più rari del gioco e, in un articolo successivo, lo reputò un glitch «indimenticabile» che contribuì a portare Pokémon Rosso e Blu alla «super celebrità videoludica». MissingNo. fu persino oggetto di cosplay. Una pubblicazione del 2007 redatta dal sociologo William Sims Bainbridge e da sua figlia Wilma Bainbridge, allora studentessa di scienze cognitive, descrisse il Pokémon come «uno dei glitch più popolari di sempre nella storia del gioco». In un commento del 2019 ad Ars Technica Wilma Bainbridge, divenuta borsista post-dottorato presso l'Istituto Nazionale per la Salute Mentale, espresse la sua convinzione sul contributo positivo di MissingNo. nel diffondere l'interesse per la ricerca di errori e per le speedrun nei videogiochi. Jaime Banks, Robert Mejia e Aubrie Adams, nel loro 100 Greatest Video Game Characters, considerano MissingNo. come uno strumento in grado di "ridefinire" le regole del gioco: come artefatto culturale, MissingNo[.] celebra la creatività di forme di gioco devianti e sovversive».
Diversi autori hanno esaminato come i glitch dei videogiochi, tra cui MissingNo., influenzano la percezione del giocatore di un gioco. Nel libro del 2004 Pikachu's Global Adventure: The Rise and Fall of Pokémon, il pedagogista Julian Sefton-Green notò che l'uso di MissingNo. come trucco aveva cambiato nel figlio la visione del gioco, infrangendo l'illusione di un mondo chiuso e ricordandogli che esso «in fondo è un programma per computer». James Newman, nel suo saggio del 2008 Playing with Videogames, riporta che il Pokémon spinse numerosi videogiocatori a celebrare le imperfezioni del gioco. In un articolo del 2017, Lincoln Geraghty, professore dell'Università di Portsmouth, notò come la teoria degli appassionati secondo cui il glitch sarebbe una specie di Pokémon, poi rimossa, correlata a Kangaskhan e Cubone, fosse «un'opera consolidata di fanon». Due anni dopo, su Ars Technica, aggiunse che «il desiderio dei fan di integrare MissingNo[.] nel mondo dei Pokémon deriva in parte dalla speranza che il glitch possa essere stato intenzionale», così come per compensare la mancanza di un suo background all'interno del canone di Pokémon. Nello stesso scritto, Newman sostenne che l'esistenza di tali idee «rivela una credenza nella realtà fondamentale dei Pokémon come entità a cui viene data l'opportunità di mostrarsi attraverso il gioco, piuttosto che essere costruita a partire dal codice». In un articolo del 2017, Justyna Janik dell'Università Jagellonica ha messo in relazione il Minus World di Super Mario Bros., sostenendo come gli appassionati considerino questi elementi come parte integrante della mitologia dei rispettivi franchise. In un saggio pubblicato nel libro del 2021 Miscommunications: Errors, Mistakes, Media, Nele Van De Mosselaer e Nathan Wildman sostengono che gli errori dei videogiochi come MissingNo. siano fondamentalmente diversi dagli errori presenti in altri media come film e libri, a causa della natura interattiva dei videogiochi che, a differenza di quanto avviene con altri media, facilita i fan a creare storie attorno a loro.
Il videogioco Vampire Survivors ha aggiunto un personaggio giocabile chiamato "missingNo.", il quale ha delle statistiche casuali e un'apparizione con distorsioni visive. Originariamente sbloccabile soltanto modificando il codice di gioco, in seguito è stato aggiunto un metodo che richiede al giocatore di entrare in un'area affetta da distorsioni visive ed uccidere almeno 128 dei nemici presenti nell'area, un altro riferimento al glitch. MissingNo. viene anche citato in The Binding of Isaac sotto la forma di "Missing No.", un oggetto che randomizzerà gli altri oggetti trovati in ogni livello del gioco così come i loro attributi fin quando viene posseduto.